# Kampfgeschwader 2
A Kampfgeschwader 2 Holzhammer foi uma unidade da Luftwaffe que esteve em operação durante a Segunda Guerra Mundial, sendo dispensada próximo do término desta.

## Geschwaderkommodoren
| Comandante                         | Data                                           |
| ---------------------------------- | ---------------------------------------------- |
| Generalleutnant Johannes Fink      | 1 de Maio de 1939 - 20 de Outubro de 1940      |
| Generalmajor Herbert Rieckhoff     | 21 de Outubro de 1940 - 15 de Outubro de 1941  |
| Oberst Karl Mehnert                | 16 de Outubro de 1941 - 31 de Dezembro de 1941 |
| Oberstleutnant Georg Pasewaldt     | 1 de Janeiro de 1942 - 30 de Abril de 1942     |
| Oberstleutnant Hans von Koppelow   | 1 de Maio de 1942 - 22 de Janeiro de 1943      |
| Oberstleutnant Walter Bradel       | 23 de Janeiro de 1943 - 5 de Maio de 1943      |
| Oberstleutnant Karl Kessel         | 6 de Maio de 1943 - 15 de Fevereiro de 1944    |
| Major Hanns Heise                  | 25 de Fevereiro de 1944 - 11 de Abril de 1944  |
| Major Wilhelm Rath                 | 12 de Abril de 1944 - 22 de Maio de 1944       |
| Major Franz Schönberger (interino) | 23 de Maio de 1944 - 27 de Julho de 1944       |
| Oberstleutnant Rudolf Hallensleben | 28 de Julho de 1944 - Março de 1945            |

## Stab
Foi formado no dia 1 de Maio de 1939 em Sprottau a partir do Stab/Kampfgeschwader 252. Existiu um Stabs-Staffel entre Agosto de 1939 - Novembro de 1941, e entre Junho de 1943 - Março de 1944.
Ficou conhecido como Gefechtsverband Hallensleben entre 20 de Setembro de 1944 e 15 de Março de 1945, controlando o III./Kampfgeschwader 51, NSGr.1, NSGr.2 and NSGr.20.
Foi dispensado no mês de Fevereiro de 1945.

## I. Gruppe

### Gruppenkommandeure
| Major Werner Krahl                 | 1 de Maio de 1939 - 25 de Novembro de 1939    |
| Major Martin Gutzmann              | 26 de Novembro de 1939 - 26 de Agosto de 1940 |
| Major Waldemar Lerche              | 27 de Agosto de 1940 - 25 de Agosto de 1941   |
| Major Robert-Heinrich von Groddeck | 26 de Agosto de 1941 - Março de 1942          |
| Hptm Ketterer                      | Março de 1942 - 15 de Junho de 1942           |
| Major Karl Kessel                  | 16 de Junho de 1942 - 5 de Maio de 1943       |
| Major Franz Schönberger            | 6 de Maio de 1943 - 6 de Agosto de 1944       |
| Hptm Philipp von Alemann           | 6 de Agosto de 1944 - 3 de Outubro de 1944    |

Foi formado no dia 1 de Maio de 1939 em Liegnitz a partir do I./Kampfgeschwader 252 com:
- Stab I./KG2 a partir do Stab I./KG252
- 1./KG2 a partir do 1./KG252
- 2./KG2 a partir do 2./KG252
- 3./KG2 a partir do 3./KG252

A unidade foi dissolvida no dia 11 de Setembro de 1944:
- Stab I./KG2 foi dispensado no dia 3 de Outubro de 1944.
- 1./KG2 se tornou 12./JG 1
- 2./KG2 became 16./JG 5
- 3./KG2 became 4./JG 54

## II. Gruppe

### Gruppenkommandeure
| Obstlt Paul Weitkus   | 1 de Maio de 1939 - 15 de Dezembro de 1940    |
| Major Kurt Rohde      | 16 de Dezembro de 1940 - Junho de 1941        |
| Major Johannes Hübner | Junho de 1941 - 30 de Novembro de 1941        |
| Major Walter Bradel   | 1 de Dezembro de 1941 - 22 de Janeiro de 1943 |
| Major Heinz Engel     | 1 de Fevereiro de 1943 - 25 de Junho de 1944  |
| Hptm Hermann Schröter | 26 de Junho de 1944 - 3 de Outubro de 1944    |

Foi formado no dia 1 de Maio de 1939 em Liegnitz a partir do II./Kampfgeschwader 252 com:
- Stab II./KG2 a partir do Stab II./KG252
- 4./KG2 a partir do 4./KG252
- 5./KG2 a partir do 5./KG252
- 6./KG2 a partir do 6./KG252

No dia 1 de Março de 1940 o 6./KG2 se tornou 8./KG2, e foi logo substituído. No mês de Junho de 1943 o 5./KG 2 se tornou 16./KG 2, e um novo 5./KG 2 foi formado a partir do 6./Kampfgeschwader 40.
Foi dispensado no dia 3 de Outubro de 1944:
- 4./KG2 se tornou 8./JG 54
- 5./KG2 se tornou 8./JG 77
- 6./KG2 se tornou 12./JG 77

## III. Gruppe

### Gruppenkommandeure
| Major Werner Kreibe       | 1 de Março de 1940 - 24 de Junho de 1940         |
| Major Adolf Fuchs         | 25 de Junho de 1940 - 31 de Agosto de 1940       |
| Major Klaus Uebe          | 1 de Setembro de 1940 - 20 de Março de 1941      |
| Major Friedrich Dreyer    | 21 de Março de 1941 - 7 de Abril de 1941         |
| Major Heinrich Eichhorn   | 12 de Abril de 1941 - 21 de Maio de 1941         |
| Oberst Heinrich Conrady   | 9 de Junho de 1941 - 20 de Setembro de 1941      |
| Major Gerhard Klostermann | 21 de Setembro de 1941 - 15 de Fevereiro de 1942 |
| Olt Hans von Koppelow     | 16 de Fevereiro de 1942 - 30 de Abril de 1942    |
| Major Kurt Leythaeuser    | 1 de Maio de 1942 - 13 de Agosto de 1943         |
| Major Albert Schreiweis   | 14 de Agosto de 1943 - 1 de Dezembro de 1944     |

Foi formado no dia 1 de Março de 1940 em Illesheim com:
- Stab III./KG2 novo
- 7./KG2 novo
- 8./KG2 a partir do 6./KG2
- 9./KG2 novo

Iniciou a conversão para os Do 335 ao final de 1944.
No dia 1 de Dezembro de 1944 foi redesignado V./NJG 2:
- Stab III./KG2 became Stab V./NJG2
- 7./KG2 became 13./NJG2
- 8./KG2 became 14./NJG2
- 9./KG2 became 15./NJG2

## IV. Gruppe

### Gruppenkommandeure
| Lt Otto-Wolfgang Bechtle | 17 de Agosto de 1940 - 18 de Setembro de 1940 |
| Olt Karl Kessel          | 19 de Setembro de 1940 - 21 de Março de 1941  |
| Maj Johannes Hübner      | 22 de Março de 1941 - 10 de Junho de 1941     |
| Hptm Martin Kästner      | 11 de Junho de 1941 - 27 de Junho de 1942     |
| Hptm Helmut Powolny      | 27 de Junho de 1942 - 31 de Janeiro de 1943   |
| Maj Gottfried Buchholz   | 1 de Fevereiro de 1943 - 3 de Outubro de 1944 |

- O 10. (Erg.)/KG2 foi formado no mês de Junho de 1940 em Achmer. No dia 22 de Março de 1941 foi expandido para IV. (Erg.)/KG2 com:[1]
- Stab IV./KG2 novo
- 10./KG2
- 11./KG2 novo (18 de Janeiro de 1941)
- 12./KG2 novo (1 de Abril de 1942)
- 13./KG2 foi formado no dia 20 de Junho de 1943 em Lechfeld a partir do 9./Kampfgeschwader 101, mas no dia 24 de Fevereiro de 1944 se tornou 12./Kampfgeschwader 51.[1]

No dia 6 de Fevereiro de 1944 o 12./KG2 se tornou 13./KG51 e não foi reformado.
No mês de Março de 1944 o 10./KG2 se tornou Erg.Staffel/NJG 2 e foi reformado logo em seguida.
O IV./KG2 foi dispensado no dia 18 de Setembro de 1944.

## V. Gruppe

### Gruppenkommandeure
| Maj Martin Kästner                        | Junho de 1943 - 19 de Junho de 1943            |
| Hptm Freidrich-Wilhelm Methner            | 20 de Junho de 1943 - 16 de Julho de 1943      |
| Maj Wolf-Dietrich Meister                 | 17 de Julho de 1943 - 10 de Outubro de 1943    |
| Hptm Kurt Heintz                          | 11 de Outubro de 1943 - 21 de Janeiro de 1944  |
| Hptm Karl-Egon von Dalwigk zu Lichtenfels | 22 de Janeiro de 1944 - 6 de Fevereiro de 1944 |

Foi formado no mês de Junho de 1943 em Lechfeld a partir do II./Kampfgeschwader 40 com:
- Stab V./KG2 a partir do Stab II./KG40
- 13./KG2 novo
- 14./KG2 a partir do 4./KG40
- 15./KG2 a partir do 5./KG40
- 16./KG2 a partir do 5./KG2

No dia 6 de Fevereiro de 1944 foi redesignado II./Kampfgeschwader 51:
- Stab V./KG2 se tornou Stab II./KG51
- 13./KG2 se tornou 12./KG51
- 14./KG2 se tornou 4./KG51
- 15./KG2 se tornou 5./KG51
- 16./KG2 se tornou 6./KG51